# Rastellus deserticola
Rastellus deserticola är en spindelart som beskrevs av Célio F.B. Haddad 2003. Rastellus deserticola ingår i släktet Rastellus och familjen Ammoxenidae. Inga underarter finns listade i Catalogue of Life.